# Джоконда (альбом)
| Оценки критиков    | Оценки критиков |
| Источник           | Оценка          |
| ------------------ | --------------- |
| Fuzz               | ссылка          |
| InterMedia         | ссылка          |
| Музыкальная газета | ссылка          |

Джоконда — четвёртый студийный альбом рок-группы Пилот, выпущенный 4 октября 2002 года лейблом SPARC. Записан и сведён альбом был на студии «Добролёт» (Санкт-Петербург).

## Об альбоме
«Джоконда» разительно отличается от предыдущих записей группы «Пилот»: на четвёртом альбоме музыканты разнообразили музыкальную палитру элементами индастриала и компьютерными эффектами, а также заиграли в более агрессивной манере.

## Список композиций
Все тексты написаны Ильёй Чёртом (за исключением отмеченных), вся музыка написана группой Пилот.
| №                   | Название            | Текст песни               | Длительность |
| ------------------- | ------------------- | ------------------------- | ------------ |
| 1.                  | «Пролог»            |                           | 1:58         |
| 2.                  | «Тень»              |                           | 5:04         |
| 3.                  | «Будильник»         |                           | 3:46         |
| 4.                  | «Ворона»            |                           | 5:01         |
| 5.                  | «Художник»          |                           | 5:58         |
| 6.                  | «Ершалаим»          |                           | 3:38         |
| 7.                  | «Четыре жизни»      | Илья Чёрт, К. Кот Смирнов | 3:16         |
| 8.                  | «Небеса»            |                           | 4:14         |
| 9.                  | «Одиночество»       |                           | 4:19         |
| 10.                 | «Город»             |                           | 5:37         |
| 11.                 | «Потерялся я»       |                           | 4:57         |
| 12.                 | «Волк»              | Юлия Котельникова         | 2:45         |
| 13.                 | «Дорога в рай»      |                           | 4:28         |
| 14.                 | «Эпилог»            | Андрей Тарковский         | 0:40         |
| Общая длительность: | Общая длительность: | Общая длительность:       | 55:41        |

## Участники записи
- Илья Чёрт — вокал
- Роман Чуйков — гитара
- Станислав Марков — бас
- Макс Йорик — скрипка, клавиши
- Николай Лысов — барабаны

Также в записи принимали участие:
- Андрей Машнин «Машнин Бэнд» — вокал
- Анна Кипяткова «Pep-See» — вокал
- Игорь Скалдин «Аукцыон» — гитара
- Игорь Логинов «Третий Рим» — гитара
- Роман Фарафонтов «Face X» — клавиши
- Хор музыкальной школы «Тутти»

## Оформление альбома
- В роли Джоконды: Екатерина Садур
- Фото и дизайн: Никита 791